# Woolaston
Woolaston – wieś w Anglii, w hrabstwie Gloucestershire, w dystrykcie Forest of Dean. Leży 31 km na południowy zachód od miasta Gloucester i 173 km na zachód od Londynu.